# OHL 1992/93
Die OHL-Saison 1992/93 war die 13. Spielzeit der Ontario Hockey League (OHL). Die Peterborough Petes gewannen als punktbestes Team der regulären Saison die Hamilton Spectator Trophy und setzten sich auch im Playoff-Finale gegen die Sault Ste. Marie Greyhounds durch, sodass sie sich den siebten J. Ross Robertson Cup in ihrer Geschichte sicherten.

## Änderungen
Die Cornwall Royals wurden nach Newmarket umgesiedelt und nahmen fortan als Newmarket Royals am Spielbetrieb teil. Zudem änderten die Detroit Compuware Ambassadors ihren Namen in Detroit Junior Red Wings.

## Reguläre Saison

### Abschlusstabellen
Abkürzungen: GP = Spiele, W = Siege, L = Niederlagen, T = Unentschieden, GF = Erzielte Tore, GA = Gegentore, Pts = Punkte

Erläuterungen:       = Playoff-Qualifikation,       = Hamilton-Spectator-Trophy-Gewinner

#### Leyden Division
| Leyden Division       | GP | W  | L  | T  | GF  | GA  | Pts |
| --------------------- | -- | -- | -- | -- | --- | --- | --- |
| Peterborough Petes    | 66 | 46 | 15 | 5  | 352 | 239 | 97  |
| Kingston Frontenacs   | 66 | 36 | 19 | 11 | 314 | 265 | 83  |
| Oshawa Generals       | 66 | 33 | 28 | 5  | 270 | 268 | 71  |
| Sudbury Wolves        | 66 | 31 | 30 | 5  | 291 | 300 | 67  |
| Newmarket Royals      | 66 | 29 | 28 | 9  | 310 | 301 | 67  |
| Belleville Bulls      | 66 | 21 | 34 | 11 | 280 | 315 | 53  |
| North Bay Centennials | 66 | 22 | 38 | 6  | 251 | 299 | 50  |
| Ottawa 67’s           | 66 | 16 | 42 | 8  | 220 | 310 | 40  |

#### Emms Division
| Emms Division               | GP | W  | L  | T | GF  | GA  | Pts |
| --------------------------- | -- | -- | -- | - | --- | --- | --- |
| Sault Ste. Marie Greyhounds | 66 | 38 | 23 | 5 | 334 | 260 | 81  |
| Detroit Junior Red Wings    | 66 | 37 | 22 | 7 | 336 | 264 | 81  |
| London Knights              | 66 | 32 | 27 | 7 | 323 | 292 | 71  |
| Owen Sound Platers          | 66 | 29 | 29 | 8 | 330 | 324 | 66  |
| Niagara Falls Thunder       | 66 | 29 | 30 | 7 | 299 | 274 | 46  |
| Kitchener Rangers           | 66 | 26 | 31 | 9 | 280 | 314 | 61  |
| Guelph Storm                | 66 | 27 | 33 | 6 | 298 | 360 | 60  |
| Windsor Spitfires           | 66 | 19 | 42 | 5 | 240 | 343 | 43  |

### Beste Scorer
Abkürzungen: GP = Spiele, G = Tore, A = Assists, Pts = Punkte, PIM = Strafminuten; Fett: Saisonbestwert
| Spieler         | Team                                      | GP | G  | A   | Pts | PIM |
| --------------- | ----------------------------------------- | -- | -- | --- | --- | --- |
| Andrew Brunette | Owen Sound Platers                        | 66 | 62 | 100 | 162 | 91  |
| Bob Wren        | Detroit Junior Red Wings                  | 63 | 57 | 88  | 145 | 91  |
| Kevin Brown     | Belleville Bulls Detroit Junior Red Wings | 62 | 50 | 91  | 141 | 80  |
| Pat Peake       | Detroit Junior Red Wings                  | 46 | 58 | 78  | 136 | 64  |
| Mike Harding    | Peterborough Petes                        | 66 | 54 | 82  | 136 | 106 |
| Jason Dawe      | Peterborough Petes                        | 59 | 58 | 68  | 126 | 80  |
| Bill Bowler     | Windsor Spitfires                         | 57 | 44 | 77  | 121 | 41  |
| Jim Brown       | Owen Sound Platers                        | 60 | 53 | 66  | 119 | 66  |
| Jason Allison   | London Knights                            | 66 | 42 | 76  | 118 | 50  |
| Jeff Bes        | Guelph Storm                              | 59 | 48 | 67  | 115 | 128 |

## Play-offs

### Play-off-Baum
|  | Achtelfinale | Achtelfinale                | Achtelfinale                |                          |                             | Viertelfinale | Viertelfinale | Viertelfinale |  |  | Halbfinale | Halbfinale | Halbfinale |  |  | OHL-Meisterschaft | OHL-Meisterschaft | OHL-Meisterschaft |
|  |              |                             |                             |                          |                             |               |               |               |  |  |            |            |            |  |  |                   |                   |                   |
|  | L1           | Peterborough Petes          |                             |                          |                             |               |               |               |  |  |            |            |            |  |  |                   |                   |                   |
|  |              | gesetzt                     |                             |                          |                             |               |               |               |  |  |            |            |            |  |  |                   |                   |                   |
|  | L1           | Peterborough Petes          | 4                           |                          |                             |               |               |               |  |  |            |            |            |  |  |                   |                   |                   |
|  | L1           | Peterborough Petes          | 4                           |                          |                             |               |               |               |  |  |            |            |            |  |  |                   |                   |                   |
|  |              |                             | L4                          | Sudbury Wolves           | 3                           |               |               |               |  |  |            |            |            |  |  |                   |                   |                   |
|  | L4           | Sudbury Wolves              | L4                          | Sudbury Wolves           | 3                           | 4             |               |               |  |  |            |            |            |  |  |                   |                   |                   |
|  | L4           | Sudbury Wolves              |                             |                          |                             | 4             |               |               |  |  |            |            |            |  |  |                   |                   |                   |
|  | L5           | Newmarket Royals            | 3                           |                          |                             |               |               |               |  |  |            |            |            |  |  |                   |                   |                   |
|  | L5           | Newmarket Royals            | 3                           | L1                       | Peterborough Petes          | 4             |               |               |  |  |            |            |            |  |  |                   |                   |                   |
|  |              |                             |                             | L1                       | Peterborough Petes          | 4             |               |               |  |  |            |            |            |  |  |                   |                   |                   |
|  |              | L2                          | Kingston Frontenacs         | 1                        |                             |               |               |               |  |  |            |            |            |  |  |                   |                   |                   |
|  | L3           | L2                          | Kingston Frontenacs         | 1                        | Oshawa Generals             | 4             |               |               |  |  |            |            |            |  |  |                   |                   |                   |
|  | L3           |                             |                             |                          | Oshawa Generals             | 4             |               |               |  |  |            |            |            |  |  |                   |                   |                   |
|  | L6           | Belleville Bulls            | 3                           |                          |                             |               |               |               |  |  |            |            |            |  |  |                   |                   |                   |
|  | L6           | Belleville Bulls            | 3                           | L3                       | Oshawa Generals             | 2             |               |               |  |  |            |            |            |  |  |                   |                   |                   |
|  |              |                             |                             | L3                       | Oshawa Generals             | 2             |               |               |  |  |            |            |            |  |  |                   |                   |                   |
|  |              |                             | L2                          | Kingston Frontenacs      | 4                           |               |               |               |  |  |            |            |            |  |  |                   |                   |                   |
|  | L7           | North Bay Centennials       | L2                          | Kingston Frontenacs      | 4                           | 1             |               |               |  |  |            |            |            |  |  |                   |                   |                   |
|  | L7           | North Bay Centennials       |                             |                          |                             |               |               |               |  |  |            |            |            |  |  |                   |                   |                   |
|  | L2           | Kingston Frontenacs         | 4                           |                          |                             |               |               |               |  |  |            |            |            |  |  |                   |                   |                   |
|  | L2           | Kingston Frontenacs         | 4                           | L1                       | Peterborough Petes          | 4             |               |               |  |  |            |            |            |  |  |                   |                   |                   |
|  |              |                             |                             |                          |                             |               |               |               |  |  |            |            |            |  |  |                   |                   |                   |
|  |              | E1                          | Sault Ste. Marie Greyhounds | 1                        |                             |               |               |               |  |  |            |            |            |  |  |                   |                   |                   |
|  | E1           | E1                          | Sault Ste. Marie Greyhounds | 1                        | Sault Ste. Marie Greyhounds |               |               |               |  |  |            |            |            |  |  |                   |                   |                   |
|  | E1           |                             |                             |                          | Sault Ste. Marie Greyhounds |               |               |               |  |  |            |            |            |  |  |                   |                   |                   |
|  |              | gesetzt                     |                             |                          |                             |               |               |               |  |  |            |            |            |  |  |                   |                   |                   |
|  | E1           | Sault Ste. Marie Greyhounds | 4                           |                          |                             |               |               |               |  |  |            |            |            |  |  |                   |                   |                   |
|  | E1           | Sault Ste. Marie Greyhounds | 4                           |                          |                             |               |               |               |  |  |            |            |            |  |  |                   |                   |                   |
|  |              |                             | E4                          | Owen Sound Platers       | 0                           |               |               |               |  |  |            |            |            |  |  |                   |                   |                   |
|  | E4           | Owen Sound Platers          | E4                          | Owen Sound Platers       | 0                           | 4             |               |               |  |  |            |            |            |  |  |                   |                   |                   |
|  | E4           | Owen Sound Platers          |                             |                          |                             | 4             |               |               |  |  |            |            |            |  |  |                   |                   |                   |
|  | E5           | Niagara Falls Thunder       | 0                           |                          |                             |               |               |               |  |  |            |            |            |  |  |                   |                   |                   |
|  | E5           | Niagara Falls Thunder       | 0                           | E1                       | Sault Ste. Marie Greyhounds | 4             |               |               |  |  |            |            |            |  |  |                   |                   |                   |
|  |              |                             |                             | E1                       | Sault Ste. Marie Greyhounds | 4             |               |               |  |  |            |            |            |  |  |                   |                   |                   |
|  |              | E2                          | Detroit Junior Red Wings    | 1                        |                             |               |               |               |  |  |            |            |            |  |  |                   |                   |                   |
|  | E3           | E2                          | Detroit Junior Red Wings    | 1                        | London Knights              | 4             |               |               |  |  |            |            |            |  |  |                   |                   |                   |
|  | E3           |                             |                             |                          |                             |               |               |               |  |  |            |            |            |  |  |                   |                   |                   |
|  | E6           | Kitchener Rangers           | 3                           |                          |                             |               |               |               |  |  |            |            |            |  |  |                   |                   |                   |
|  | E6           | Kitchener Rangers           | 3                           | E3                       | London Knights              | 1             |               |               |  |  |            |            |            |  |  |                   |                   |                   |
|  |              |                             |                             | E3                       | London Knights              | 1             |               |               |  |  |            |            |            |  |  |                   |                   |                   |
|  |              |                             | E2                          | Detroit Junior Red Wings | 4                           |               |               |               |  |  |            |            |            |  |  |                   |                   |                   |
|  | E7           | Guelph Storm                | E2                          | Detroit Junior Red Wings | 4                           | 1             |               |               |  |  |            |            |            |  |  |                   |                   |                   |
|  | E7           | Guelph Storm                |                             |                          |                             |               |               |               |  |  |            |            |            |  |  |                   |                   |                   |
|  | E2           | Detroit Junior Red Wings    | 4                           |                          |                             |               |               |               |  |  |            |            |            |  |  |                   |                   |                   |

### J.-Ross-Robertson-Cup-Sieger
| J.-Ross-Robertson-Cup-Sieger Peterborough Petes | Torhüter: Ryan Douglas, Chad Lang Verteidiger: Rick Emmett, Geordie Kinnear, Quade Lightbody, Chris Pronger, Doug Searle, Brent Tully, Jeff Walker Angreifer: Ryan Black, Jason Dawe, Chad Grills, Mike Harding, Steve Hogg, Matt Johnson, Dale McTavish, Darryl Moxam, Ryan Nauss, Dave Roche, Kelvin Solari, Matt St. Germain, Cory Stillman, Bill Weir Cheftrainer: Dick Todd |

### Beste Scorer
Abkürzungen: GP = Spiele, G = Tore, A = Assists, Pts = Punkte, PIM = Strafminuten; Fett: Saisonbestwert
| Spieler          | Team                        | GP | G  | A  | Pts | PIM |
| ---------------- | --------------------------- | -- | -- | -- | --- | --- |
| Jason Dawe       | Peterborough Petes          | 21 | 18 | 33 | 51  | 18  |
| Chris Pronger    | Peterborough Petes          | 21 | 15 | 25 | 40  | 51  |
| Mike Harding     | Peterborough Petes          | 21 | 15 | 24 | 39  | 30  |
| Jarrett Reid     | Sault Ste. Marie Greyhounds | 18 | 19 | 16 | 35  | 20  |
| Brent Tully      | Peterborough Petes          | 21 | 8  | 24 | 32  | 32  |
| Dave Roche       | Peterborough Petes          | 21 | 14 | 15 | 29  | 42  |
| Chris Gratton    | Kingston Frontenacs         | 16 | 11 | 18 | 29  | 42  |
| Keli Corpse      | Kingston Frontenacs         | 16 | 9  | 20 | 29  | 10  |
| Kevin Brown      | Detroit Junior Red Wings    | 15 | 10 | 18 | 28  | 18  |
| Ralph Intranuovo | Sault Ste. Marie Greyhounds | 18 | 10 | 16 | 26  | 30  |
| Jamie Rivers     | Sudbury Wolves              | 14 | 7  | 19 | 26  | 4   |

## Auszeichnungen

### All-Star-Teams
| First All-Star-Team |                                          |
| Angriff:            | Andrew Brunette – Pat Peake – Jason Dawe |
| Verteidigung:       | Mark DeSantis – Chris Pronger            |
| Tor:                | Manny Legace                             |
| Trainer:            | Gary Agnew                               |

| Second All-Star-Team |                                       |
| Angriff:             | Bob Wren – Mike Harding – Kevin Brown |
| Verteidigung:        | Brent Tully – Scott Walker            |
| Tor:                 | Chad Lang                             |
| Trainer:             | Rick Cornacchia                       |

| Third All-Star-Team |                                               |
| Angriff:            | Jeff Shevalier – Chris Gratton – Scott Hollis |
| Verteidigung:       | Blair Scott – Nick Stajduhar                  |
| Tor:                | Marc Lamothe                                  |
| Trainer:            | Dick Todd                                     |

### All-Rookie-Teams
| First All-Rookie-Team |                                            |
| Angriff:              | Matt Johnson – Jeff O’Neill – Richard Park |
| Verteidigung:         | Rory Fitzpatrick – Mike Wilson             |
| Tor:                  | Tyler Moss                                 |

| Second All-Rookie-Team |                                           |
| Angriff:               | Ryan Pawluk – Steve Sullivan – David Ling |
| Verteidigung:          | Mike Martin – Mike Rusk                   |
| Tor:                   | Joel Gagnon                               |

### Vergebene Trophäen
| Auszeichnung                 | Auszeichnung              | Team                                      |
| ---------------------------- | ------------------------- | ----------------------------------------- |
| J. Ross Robertson Cup        | J. Ross Robertson Cup     | Peterborough Petes                        |
| Hamilton Spectator Trophy    | Hamilton Spectator Trophy | Peterborough Petes                        |
| Emms Trophy                  | Emms Trophy               | Sault Ste. Marie Greyhounds               |
| Leyden Trophy                | Leyden Trophy             | Peterborough Petes                        |
| Auszeichnung                 | Spieler/Offizieller       | Team                                      |
| Red Tilson Trophy            | Pat Peake                 | Detroit Junior Red Wings                  |
| Eddie Powers Memorial Trophy | Andrew Brunette           | Owen Sound Platers                        |
| Matt Leyden Trophy           | Gary Agnew                | London Knights                            |
| Jim Mahon Memorial Trophy    | Kevin Brown               | Belleville Bulls Detroit Junior Red Wings |
| Max Kaminsky Trophy          | Chris Pronger             | Peterborough Petes                        |
| OHL Goaltender of the Year   | Manny Legace              | Niagara Falls Thunder                     |
| Jack Ferguson Award          | Alyn McCauley             | Ottawa 67’s                               |
| Dave Pinkney Trophy          | Chad Lang Ryan Douglas    | Peterborough Petes                        |
| OHL Executive of the Year    | Jim Rutherford            | Detroit Junior Red Wings                  |
| Emms Family Award            | Jeff O’Neill              | Guelph Storm                              |
| F. W. „Dinty“ Moore Trophy   | Ken Shepard               | Oshawa Generals                           |
| OHL Humanitarian of the Year | Keli Corpse               | Kingston Frontenacs                       |
| William Hanley Trophy        | Pat Peake                 | Detroit Junior Red Wings                  |
| Leo Lalonde Memorial Trophy  | Scott Hollis              | Oshawa Generals                           |
| Bobby Smith Trophy           | Tim Spitzig               | Kitchener Rangers                         |